# Pseudopostega latisaccula
Pseudopostega latisaccula là một loài bướm đêm thuộc họ Opostegidae. It is probably widespread in the Greater Antilles but currently known only from Dominica (ở đó nó is common) và Puerto Rico.
Chiều dài cánh trước là 2-2.4 mm. Adults are mostly white. Con trưởng thành được sưu tập trong khoảng từ throughout hầu hết the year with records for tháng 1, from đến tháng 3 đến tháng 6 và tháng 8.